# Чемпионат Европы по самбо 2009
Чемпионат Европы по самбо 2009 года прошёл в Милане (Италия) 13-17 мая.

## Медалисты

### Мужчины
| Весовая категория | Золото                       | Серебро                     | Бронза                                                    |
| ----------------- | ---------------------------- | --------------------------- | --------------------------------------------------------- |
| до 52 кг          | Ушанги Кузанашвили · Грузия  | Айдос Юсупов · Россия       | Андрей Курлыпо · Беларусь Бурба Мантас · Литва            |
| до 57 кг          | Антон Машкович · Беларусь    | Армен Биджосян · Россия     | Автандил Цинцадзе · Грузия Алексей Полтавцев · Украина    |
| до 62 кг          | Давид Свимонишвили · Грузия  | Борисов Борис · Болгария    | Александр Морудов · Беларусь Ваган Ованесян · Армения     |
| до 68 кг          | Тарлан Керимов · Азербайджан | Гала Саникидзе · Грузия     | Давид Хачатрян · Армения Сергей Шибанов · Россия          |
| до 74 кг          | Дмитрий Лебедев · Россия     | Степан Попов · Беларусь     | Тихомир Благовестов · Болгария Дмитрий Бабийчук · Украина |
| до 82 кг          | Раис Рахматуллин · Россия    | Сергей Балабан · Украина    | Заур Пашаев · Азербайджан Радвилас Матукас · Литва        |
| до 90 кг          | Эдуард Кургинян · Россия     | Энди Седамину · Франция     | Миндия Бодавели · Грузия Евтимов Сашо · Болгария          |
| до 100 кг         | Артём Осипенко · Россия      | Евгений Сёмочкин · Беларусь | Дионисиос Илиадис · Греция Мариус Лабалукис · Литва       |
| свыше 100 кг      | Юрий Рыбак · Беларусь        | Вассилеос Илиадис · Греция  | Вахтанг Зоидзе · Грузия Михаил Старков · Россия           |

### Женщины
| Весовая категория | Золото                         | Серебро                      | Бронза                                                     |
| ----------------- | ------------------------------ | ---------------------------- | ---------------------------------------------------------- |
| до 48 кг          | Мария Молчанова · Россия       | Тамара Карапетян · Украина   | Татьяна Москвина · Беларусь Жанна Варданян · Армения       |
| до 52 кг          | Марина Жарская · Беларусь      | Кристина Верга · Венгрия     | Сусанна Мирзоян · Россия Аранта Пиначо Уэте · Испания      |
| до 56 кг          | Элиста Ражева · Болгария       | Пайм Анжела · Беларусь       | Елена Скьялпи · Италия Леся Савчук · Украина               |
| до 60 кг          | Прокопенко Катерина · Беларусь | Олеся Кондратьева · Россия   | Юлия Видал · Франция Мария Янчева · Болгария               |
| до 64 кг          | Ваня Иванова · Болгария        | Алена Сайко · Украина        | Анастасия Лешкова · Беларусь Адриана Черар · Румыния       |
| до 68 кг          | Ева Пуките · Латвия            | Светлана Аверушкина · Россия | Маргарита Монтес Квехада · Испания Семенюк Мария · Украина |
| до 72 кг          | Татьяна Савенко · Украина      | Тиффани Легал · Франция      | Елена Паливу · Греция Олеся Овсейчук · Россия              |
| до 80 кг          | Мария Оряшкова · Болгария      | Алёна Качоровская · Россия   | Виктория Туркс · Украина Ваня Мандич · Сербия              |
| свыше 80 кг       | Светлана Федосеенко · Россия   | Ольга Давыдько · Украина     | Сабина Балахаева · Латвия Лариса Балан · Беларусь          |

### Боевое самбо
| Весовая категория | Золото                    | Серебро                      | Бронза                                                   |
| ----------------- | ------------------------- | ---------------------------- | -------------------------------------------------------- |
| до 52 кг          | Данил Хангалов · Россия   |                              |                                                          |
| до 57 кг          | Евгений Юрченко · Россия  | Глущенко Сергей · Украина    | Табаков Константин · Болгария Карим Мурадов · Литва      |
| до 62 кг          | Иван Давиденко · Россия   | Артем Ситенков · Литва       | Руслан Зубец · Эстония Игорь Северин · Украина           |
| до 68 кг          | Айбек Даш-Шиви · Россия   | Владимир Шевков · Латвия     | Варданян Вачик · Армения Сергей Гречихо · Литва          |
| до 74 кг          | Баир Омоктуев · Россия    | Виктор Томашевич · Литва     | Александр Фёдоров · Эстония Артур Чернавскис · Латвия    |
| до 82 кг          | Румен Димитров · Болгария | Седрик Сертена · Франция     | Шамиль Алибатыров · Россия Артур Чернавскис · Латвия     |
| до 90 кг          | Султан Алиев · Россия     | Александр Коломеец · Украина | Красимир Самарджиев · Болгария Мирцея Патраску · Румыния |
| до 100 кг         | Сергей Филимонов · Россия | Евгений Николов · Болгария   | Альфио Нифоси · Италия Себастьян Либебе · Франция        |
| свыше 100 кг      | Алексей Князев · Россия   | Кузьменко Григорий · Украина | Доменик Йейе · Франция Тадас Пинкевичус · Литва          |

## Общекомандный зачёт
| Страна      | Золото | Серебро | Бронза |
| 1. Россия   | 14     | 5       | 5      |
| 2. Беларусь | 4      | 3       | 5      |
| 3. Болгария | 4      | 2       | 5      |